# Miguel Suárez Bosa
Miguel Suárez Bosa (Lomo Magullo, Telde, Gran Canaria, Islas Canarias, 1952-13 de octubre de 2022) fue un historiador e investigador español. Catedrático de Historia Económica y Profesor Honorario de la Universidad de Las Palmas de Gran Canaria. Referente en la divulgación de estudios sobre el papel de Canarias en el ámbito atlántico.

## Biografía
Tras licenciarse en Historia en la Universidad de La Laguna (1976), se doctoró en Historia en la Universidad de Las Palmas de Gran Canaria (1993). Desarrolló su carrera docente durante más de treinta años impartiendo clases de Historia Económica, Historia Social, Relaciones Laborales, Historia de la Emigración e Historia Económica de África, y dirigiendo cuatro tesis doctorales. Su campo de investigación se centró en las conexiones entre economía, historia y sociedad, concretamente en la Historia económica y las relaciones laborales en el ámbito atlántico, Historia de la empresa en el Atlántico y los movimientos de población y mercado de trabajo en el Atlántico.
Era miembro del Instituto de Análisis y Aplicaciones Textuales de la Universidad de Las Palmas de Gran Canaria, siendo un referente en la divulgación de estudios sobre el papel de Canarias en el ámbito atlántico; y presidente del Centro de Estudios y Difusión del Atlántico (CEDA).

## Publicaciones

### Libros
- Agustín Millares Cantero (dir.), Sergio Millares Cantero, Francisco Quintana Navarro y Miguel Suárez Bosa (dirs.), Historia contemporánea de Canarias, Caja Insular de Ahorros de Canarias, Obra Social, 2011. ISBN 978-84-87832-83-3
- Miguel Suárez Bosa, Llave de la fortuna: instituciones y organización del trabajo en el Puerto de Las Palmas, 1883-1990, M. Suárez, 2003. ISBN 84-607-9730-9
- Miguel Suárez Bosa, Economía, sociedad y relaciones laborales en Canarias: una aproximación a la situación de los trabajadores en Gran Canaria, Lanzarote y Fuerteventura, Las Palmas de Gran Canaria, Consejería de Empleo y Asuntos Sociales, 1995. ISBN 84-88412-40-1
- Miguel Suárez Bosa, El movimiento obrero en las Canarias Orientales (1930-1936): la Federación Obrera de la provincia de Las Palmas, Caja Insular de Ahorros de Canarias, D.L. 1990, Leganés, Madrid, Loureiro. ISBN 84-505-9360-3.